# Міно (Оклахома)
Міно (англ. Meno) — місто (англ. town) в США, в окрузі Мейджор штату Оклахома. Населення — 198 осіб (2020).

## Географія
Міно розташоване за координатами 36°23′17″ пн. ш. 98°10′41″ зх. д. / 36.38806° пн. ш. 98.17806° зх. д. (36.388174, -98.177960).  За даними Бюро перепису населення США в 2010 році місто мало площу 0,49 км², уся площа — суходіл.

## Демографія
Згідно з переписом 2010 року, у місті мешкало 235 осіб у 84 домогосподарствах у складі 61 родини. Густота населення становила 478 осіб/км².  Було 89 помешкань (181/км²).
Расовий склад населення:
| - 80,9 % — білих - 0,4 % — чорних або афроамериканців - 14,9 % — осіб інших рас |

До двох чи більше рас належало 3,8 %. Частка іспаномовних становила 22,1 % від усіх жителів.
За віковим діапазоном населення розподілялося таким чином: 26,4 % — особи молодші 18 років, 62,1 % — особи у віці 18—64 років, 11,5 % — особи у віці 65 років та старші. Медіана віку мешканця становила 32,8 року. На 100 осіб жіночої статі у місті припадало 86,5 чоловіків;  на 100 жінок у віці від 18 років та старших — 98,9 чоловіків також старших 18 років.
Середній дохід на одне домашнє господарство  становив 54 839 доларів США (медіана — 52 500), а середній дохід на одну сім'ю — 54 803 долари (медіана — 54 375). За межею бідності перебувало 13,8 % осіб, у тому числі 7,1 % дітей у віці до 18 років та 10,0 % осіб у віці 65 років та старших.
Цивільне працевлаштоване населення становило 113 особи. Основні галузі зайнятості: роздрібна торгівля — 18,6 %, сільське господарство, лісництво, риболовля — 14,2 %, виробництво — 11,5 %, освіта, охорона здоров'я та соціальна допомога — 9,7 %.